# Santa Rita de Caldas (ort)
Santa Rita de Caldas är en ort i Brasilien.   Den ligger i kommunen Santa Rita de Caldas och delstaten Minas Gerais, i den sydöstra delen av landet, 700 km söder om huvudstaden Brasília. Santa Rita de Caldas ligger 1 095 meter över havet och antalet invånare är 9 027.
Terrängen runt Santa Rita de Caldas är kuperad åt nordväst, men åt sydost är den platt. Runt Santa Rita de Caldas är det ganska glesbefolkat, med 21 invånare per kvadratkilometer.. Det finns inga andra samhällen i närheten.
Omgivningarna runt Santa Rita de Caldas är huvudsakligen savann.